# Zweeloo
Zweeloo (in Drèents: Sweel o Zweel) è un villaggio di circa 400 abitanti del nord-est dei Paesi Bassi, facente parte della provincia di Drenthe. Dal punto di vista amministrativo, si tratta di un ex-comune, dal 1998 accorpato alla municipalità di Coevorden; è considerato spesso un tutt'uno assieme al villaggio "gemello" di Aalden (assieme al quale la popolazione residente ammonta a circa 2.300-2.400 abitanti).

## Geografia fisica
Zweeloo si trova nella parte meridionale della provincia del Drenthe, a nord di Coevorden e tra Orvelte ed Emmen (Paesi Bassi) (rispettivamente a sud-est della prima e ad ovest della seconda).

## Origini del nome
Il toponimo Zweeloo, attestato in questa forma dal 1901 e anticamente come Suele (1298-1304), Swele (1335 e 1381-1383), Swelle, Zwele e Zweelo (1903), viene messo in relazione con il verbo zwellen, ovvero "gonfiarsi", per via del terreno gibboso e collinoso.

## Storia

### Dai primi insediamenti al XIII secolo
I resti umani rinvenuti in loco risalgono tra il VII e il III secolo a.C. Tuttavia i primi insediamenti in loco risalgono probabilmente a circa 3.000-7.000 anni prima di Cristo e del 3.500 a.C. era abitata da popolazioni dedite alla pastorizia.
Intorno al 780, giunse a Zweeloo il Cristianesimo: l'arrivo della nuova religione, portata dai Franchi, mise fine alle antiche pratiche di sepoltura a partire già dagli inizi del IX secolo. Ne conseguì la creazione della cosiddetta Rheewegen, ovvero la strada percorsa per trasportare i defunti dalle tombe megalitiche delle località limitrofe (Benneveld, Meppen, Noordsleen, Oosterhesselen e Wezup) alle chiese in legno erette a Zweeloo.
In seguito, agli inizi del X secolo, dopo che Radbod, vescovo di Utrecht, aveva esteso la propria influenza alla Drenthe, fu probabilmente eretta a Zweeloo una chiesa parrocchiale in legno, che sarebbe stata poi sostituita nel 1252 da una nuova chiesa in pietra.

### XIX secolo: Zweeloo e gli artisti
Nel luglio del 1882, il villaggio fu visitato dal pittore tedesco Max Liebermann..
In seguito, il villaggio di Zweeloo ricevette la visita di altri artisti, tra cui quella, avvenuta il ° novembre 1883, di Vincent van Gogh..

### Scavi archeologici

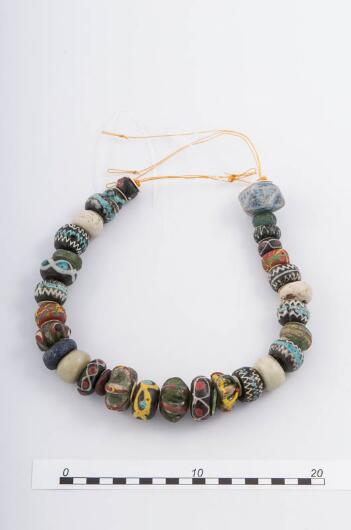
Monile appartenuto alla cosiddetta "principessa di Zweeloo"

A Zweeloo sono state rinvenute circa 110 tombe megalitiche risalenti ad un periodo compreso tra il V e il IX secolo.
Tra queste, vi sono quella della cosiddetta "donna/signora di Zweeloo", i cui resti sono stati rinvenuti nel 1951, e quella della cosiddetta "principessa di Zweeloo", una donna abbiente che sarebbe vissuta nel V secolo e i cui resti sono stati rinvenuti nel 1952.

### Simboli
Lo stemma di Zweeloo, dove è raffigurata una croce rossa con teste di serpente su sfondo giallo, rappresenta probabilmente l'adozione del Cristianesimo da parte del villaggio.

## Monumenti e luoghi d'interesse
Zweeloo conta 10 edifici classificati come rijksmonumenten..

### Architetture religiose
Principale edificio religioso è la chiesa di Zweeloo (ora: chiesa protestante), risalente al 1252.

## Società

### Evoluzione demografica
Al censimento del 1º gennaio 2014, il villaggio di Zweeloo contava una popolazione pari a 417 abitanti.

## Cultura
- Sweelpop, festival musicale che si tiene annualmente dal 1982[2]
- Sweel Cultureel[1][13]

## Sport
- La squadra di calcio locale è il VV Sweel, club nato nel 2014 dalla fusione del VV ZBC con l'SP Zweeloo[14]